# 赤尾嶼
25°55′21″N 124°33′36″E / 25.92250°N 124.56000°E
赤尾嶼又被稱作赤坎嶼、赤嶼或者是赤礁，在日本則稱呼為大正島（日语：／ Taishō-tō），是釣魚臺列嶼最東端的無人島嶼。赤尾嶼在過去的文獻中被冠以「赤尾山」、「赤尾島」以及「赤尾礁」等多種名稱，過去琉球國的文獻資料中亦以「赤尾嶼」記載之，而先島群島的居民則由於其鄰近久米島而以「久米赤島」稱呼。

## 歷史
在1562年，明朝琉球使節郭汝霖出使琉球國，途經赤尾嶼，當時稱為赤嶼。郭汝霖將赤嶼視為琉球界山。在其撰寫的《石泉山房文集》中有「赤嶼」一詩。根據這個記錄，日本學者石井望認為當時該島嶼被視為琉球國和公海邊境界線的參考位址。1895年1月14日，日本政府以無主地先佔原則宣布正式將釣魚臺以及周遭的島嶼納入沖繩縣管理範圍，而這也包括作為釣魚臺列嶼之一的南小島。同年4月17日，於甲午戰爭中戰敗的大清帝國和大日本帝國簽訂《馬關條約》，清朝割讓臺灣以及附屬島嶼給與日本，中國政府主張釣魚台列嶼包含在該條約中被割讓的臺灣附屬島嶼。1921年7月時，日本政府改用「大正島」來稱呼赤尾嶼並且進行登記。
1945年第二次世界大戰正式宣告結束後，美國於1946年2月2日開始對北緯30度以下的日本領土實施軍事統治。而在1952年4月28日《舊金山和約》正式生效以後，赤尾嶼則改歸為琉球政府進行管理。1970年7月時，琉球政府開始於釣魚臺、黃尾嶼、赤尾嶼、北小島和南小島等釣魚臺列嶼的島嶼上架設禁止非法登陸的警告牌。1972年5月15日時，美國決定連同琉球群島以及釣魚臺列嶼都移交給日本政府進行管理。與此同時美國政府和日本政府也同意將黃尾嶼和赤尾嶼列為駐日美軍的轟炸練習處，並且一直持續使用到1978年6月為止。

## 地理

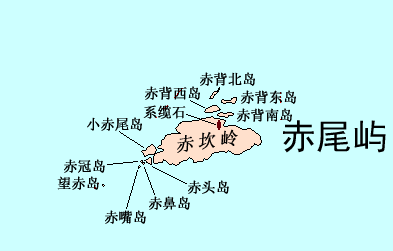
赤尾嶼島嶼地圖。

赤尾嶼其相對位置位在釣魚臺列嶼的東方處，但與其他釣魚臺列嶼的島嶼位置距離極遠。赤尾嶼周边还有若干小岛礁，包括望赤岛、小赤尾岛、赤背北岛、赤背东岛、赤背西岛、赤背南岛、赤头岛、赤冠岛、赤鼻岛、赤嘴岛等。赤尾嶼距離作為列嶼主島的釣魚臺約110公里，而距離石垣島則位於北方150公里處，另外在其正南方還分別有宮古群島的多良間島和水納島；而其絕對位置則位於東經124度33.4分、北緯25度55.2分上，面積為0.0609平方公里。赤尾嶼的最高峰為海拔高度75公尺的赤坎嶺，其位置則在島嶼中部偏南處，另外島上其他高地還有島嶼北部的系纜石。
另外在赤尾嶼北方附近的小島礁則被日本視為自身專屬經濟區邊界的參考點之一，在2012年3月2日時日本將該島礁命名為北小島，並在同年3月23日時在日本國有財產台帳中將島嶼列為日本國家財產。但儘管日本政府已經將赤尾嶼列為國有財產，但是一般大眾仍然必須事先獲得許可才能夠登陸島嶼。另一方面對於日本將赤尾嶼視為其實際統治領土的主張，中華人民共和國與中華民國則多次表示自身才擁有領土的統治權，並主張日本應該歸還原本因為《馬關條約》才被割讓的釣魚臺列嶼。而中華人民共和國亦在2012年9月10日時，宣布將赤尾嶼和附近的望赤島、小赤尾島、赤背北島與赤背東島列為自身領海基點。

## 外部連結
- （繁體中文） 釣魚臺列嶼簡介
- （日語） http://watchizu.gsi.go.jp/watchizu.html?b=255521&l=1243329 （页面存档备份，存于）
- （日語）